# Нижняя Лебединка
Нижняя Лебединка — река в Туруханском районе Красноярского края, левый приток Енисея.
Длина реки — 75 км, площадь водосборного бассейна — 490 км². Исток реки находится в озере Лебединое на высоте 181 м, течёт, в основном, на север. Притоки Нижней Лебединки, от устья: Прямой, Рогатик и Большой — левые и Ломаный, Шустик и Вихлявый — правые. Записанный в Государственном водной реестре правый приток без названия, длиной 12 км — Вихлявый с 500-метровой карты. Впадает в Енисей, на высоте 22 м, на расстоянии 1463 км от устья.
По данным государственного водного реестра России относится к Енисейскому бассейновому округу.